# Michał Kantakuzen (zm. 1264)
Michał Kantakuzen (zm. 1264) – dowódca wojskowy. 

## Życiorys
W 1263 był uczestnikiem kampanii przeciwko Michałowi II Angelosowi, despocie Epiru. Był prawdopodobnie dziadkiem Jana VI Kantakuzena. 